# Nickelodeon Teen
Nickelodeon Teen (ehemals Nickelodeon 4Teen) ist ein französischer Fernsehsender von Paramount Global. Es ist die französische Version des amerikanischen Senders TeenNick.

## Geschichte
Am 19. November 2014 um 18:00 Uhr nahm Viacom den Kanal Nickelodeon 4Teen in Betrieb. Am 26. August 2017 wurde Nickelodeon 4Teen in Nickelodeon Teen umbenannt.